# Puig-Aubert
Vous lisez un « bon article » labellisé en 2010.
Pour les articles homonymes, voir Puig et Aubert.

a Compétitions nationales et continentales officielles uniquement.

b Matchs officiels uniquement.
Puig-Aubert, dit Pipette, de son vrai nom Aubert-Henry-Jean Puig, né le 24 mars 1925 à Andernach en Allemagne et mort le 3 juin 1994 à Carcassonne, est un joueur de rugby à XIII international français évoluant au poste d'arrière.
Il commence par jouer au rugby à XV et devient champion de France en 1944 avec l'Union sportive arlequins perpignanais. La même année, il passe au rugby à XIII qui renaissait après avoir été interdit par le régime de Vichy. Il signe pour l'AS Carcassonne XIII. Il marque profondément l'histoire de ce sport en étant le principal artisan de la tournée victorieuse de l'équipe de France en Australie en 1951. Considéré comme l'un des meilleurs buteurs de tous les temps, il est vice-champion du monde lors de la première coupe du monde qui a lieu en France en 1954. En club, il remporte le championnat de France de rugby à XIII à cinq reprises sous les couleurs de l'AS Carcassonne XIII et du XIII catalan. Puig-Aubert détient le record du nombre de points marqués en équipe de France de rugby à XIII.
En 1951, il est désigné champion des champions français par le journal L'Équipe et devient durant cette décennie, l'un des sportifs les plus populaires de France en raison de ses performances sportives mais aussi de sa personnalité de bon vivant. En 1988, il est nommé chevalier de la Légion d'honneur et est introduit au temple de la renommée du rugby à XIII.

## Repères biographiques
Né le 24 mars 1925 à Andernach en Allemagne, son père est alors militaire et fait partie des troupes d'occupation qui séjournent outre-Rhin. Les Puig retournent ensuite en France dans leur village familial d'Arles-sur-Tech. L'année de ses 10 ans, sa famille part habiter à Perpignan dans le quartier de la gare où ses parents ouvrent un magasin d'alimentation. Puig-Aubert entre alors au collège, à l'institution Saint-Louis de Gonzague, dans lequel il découvre le sport et plus particulièrement le football par l'intermédiaire du père préfet. Il joue aussi au rugby à XV dans l'équipe du quartier. À 14 ans, il s'essaye à l'athlétisme et notamment au saut à la perche. Il devient champion du Languedoc-Roussillon de saut à la perche junior, à 15 et 16 ans, en 1940 et 1941, avec un record personnel à 3,05 m. Il joue aussi au tennis de table et devient finaliste de la zone occupée. De 1941 à 1943, il est élève au lycée Arago de Perpignan. Le 30 août 1945, il épouse Andrée Bousquet à Carcassonne et a quatre filles prénommées Chantal, Claude, Catherine et Michelle.

## Carrière sportive

### Débuts avec l'USAP et premiers titres
Puig-Aubert joue dans l'équipe de quartier de l'Avenir Sportif perpignanais lorsqu'il est repéré par Noël Brazès, joueur de l'USA Perpignan. Ce dernier le recommande à Paul Izern, dirigeant du club catalan, qui fait signer ce joueur prometteur le 29 juin 1941 à l'âge de 16 ans. Durant la saison 1942-1943, il gagne avec l'équipe junior la coupe Frantz-Reichel de la zone libre, en dominant Tarbes en finale sur le score de 14 à 8,. En 1943, il fait ses débuts en équipe première en affrontant Agen. Il remplace au pied levé l'arrière titulaire Got, victime d'un accident de moto juste avant le coup d'envoi. L'USAP bat Agen sur le score de 8 à 0 grâce à deux drops de Puig-Aubert dont un de 45 mètres. Le 26 mars 1944, il remporte le bouclier de Brennus avec Perpignan en battant largement 20 à 5 l'Aviron bayonnais de Jean Dauger,. L'arrière catalan éclate aux yeux du grand public et le lendemain, le quotidien sportif l'Auto, titre à la une : « On attendait le torero Jean Dauger, on vit le prodige catalan Puig-Aubert ».

### Passage au rugby à XIII mouvementé

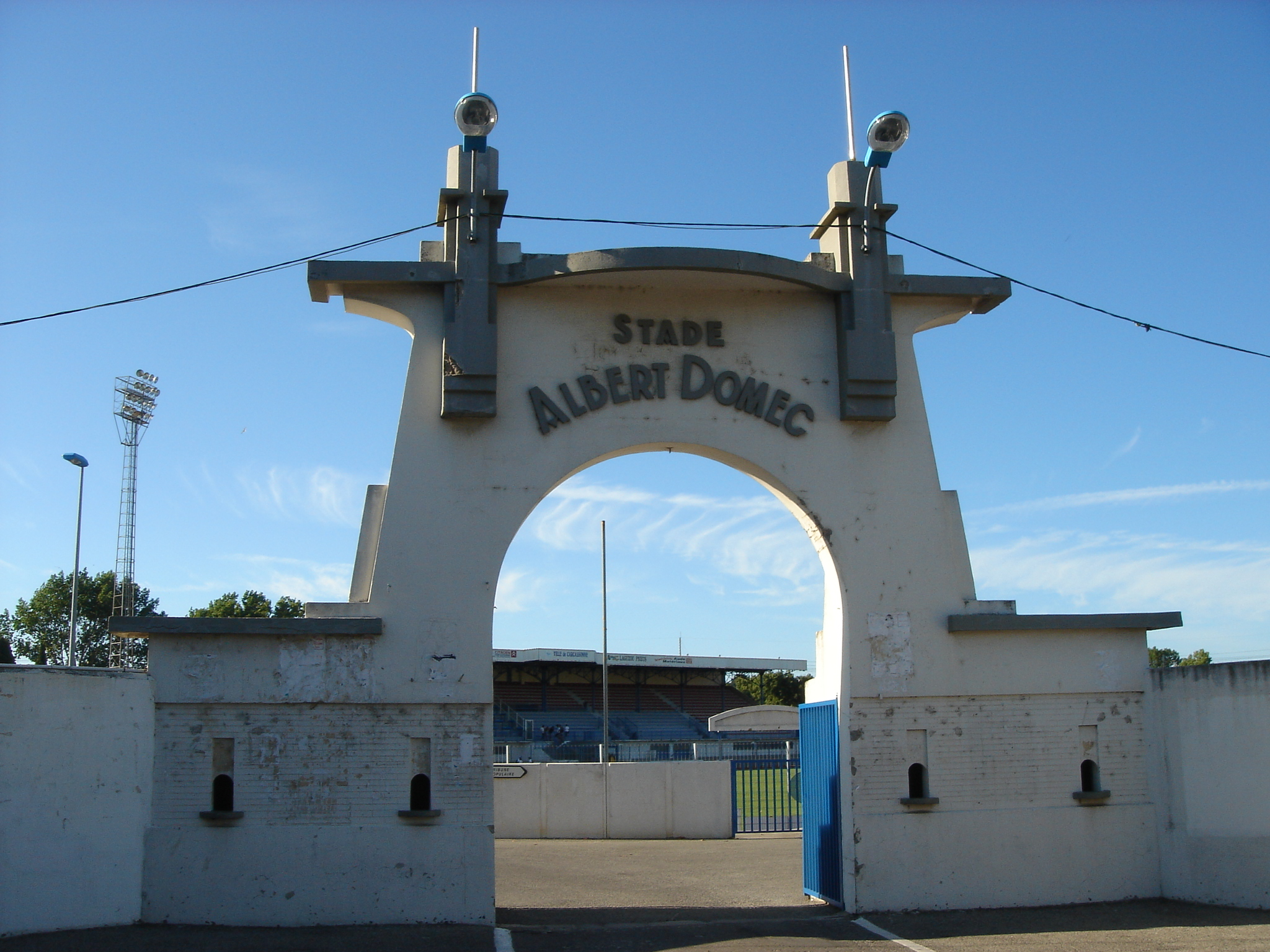
Entrée du stade Albert-Domec de Carcassonne.

Le rugby à XIII, interdit en 1941 par le gouvernement de Vichy, renaît de ses cendres en 1944. Les dirigeants treizistes tentent pour renforcer leurs équipes d'enrôler les meilleurs joueurs de rugby à XV. Le joueur perpignanais intéresse de nombreux clubs treizistes comme Carcassonne, Albi, Toulouse et le XIII catalan. Mais, son père, Jean Puig, membre de l'USA Perpignan, est opposé à son départ vers le rugby à XIII. Le 12 novembre 1944, dans la matinée, profitant de l'absence du père parti chasser, trois dirigeants de l'AS Carcassonne XIII rendent visite à son fils et lui proposent 150 000 francs ainsi qu'un travail de représentant en vins et spiritueux pour signer dans le club de la préfecture audoise. Puig-Aubert, qui vient de rater son baccalauréat, et sa mère sont séduits par cette proposition des dirigeants carcassonnais. Il se rend à Carcassonne pour jouer l'après-midi même avec l'équipe au stade Albert-Domec. Rentrant de la chasse, Jean Puig, apprend la nouvelle et entre dans une grande colère. Il va à la gendarmerie déposer une plainte contre X pour enlèvement d'enfant.
Alors que le coup d'envoi de la rencontre est imminent, les gendarmes font irruption au stade Domec. Paul Barrière, dirigeant à la fédération française de rugby à XIII, invite les forces de l'ordre à assister à la partie. De ce fait, l'arrière usapiste joue son premier match de rugby à XIII contre l'AS Béziers et à partir de ce moment-là, il est radié par la FFR XV et ne peut plus jouer au rugby à XV. Apprenant que son père a porté plainte pour enlèvement, Puig-Aubert téléphone le soir même à sa mère et le lendemain, Jean Puig, retire sa plainte et envoie le 14 novembre 1944, l'autorisation parentale permettant à son fils d'obtenir une licence pour jouer à l'AS Carcassonne XIII. Sept de ses anciens coéquipiers de l'USA Perpignan partent eux aussi jouer au rugby à XIII : Louis Carrère et Frédéric Trescazes l'accompagnent à Carcassonne, Marcel Blanc et Michel Trilles vont à Albi, Joseph Crespo et Lucien Barris à Roanne et enfin Ambroise Ulma au XIII catalan.

### Débuts au rugby à XIII

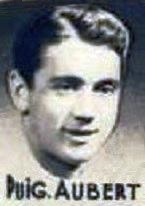
Puig-Aubert en 1946 (à l'issue du doublé coupe-championnat).

En 1945, Puig-Aubert, bien qu'auteur de deux transformations et d'une pénalité, perd la finale de la Coupe de France avec son club de Carcassonne contre le XIII catalan, sur le score 27 à 18. Son équipe remporte néanmoins le championnat en s'imposant face à Toulouse 13 à 12 avec 2 transformations de Puig-Aubert. L'année suivante, Carcassonne réalise son premier doublé coupe-championnat. Le club audois remporte de nouveau le championnat contre Toulouse en gagnant la finale 12 à 0, dont 2 transformations de Puig-Aubert. Le club s'adjuge également la coupe en prenant sa revanche contre le XIII catalan qu'il bat 27 à 7 en finale. Puig-Aubert est l'auteur de trois transformations, d'une pénalité et d'un drop. En 1946, outre son premier doublé coupe-championnat, Puig-Aubert connaît sa première sélection en équipe de France, en affrontant le 23 février, l'Angleterre à Swinton. L'AS Carcassonne XIII décroche à nouveau la coupe de France en 1947 contre le Sporting olympique avignonnais XIII sur le score de 24 à 5 dont trois transformations de Puig-Aubert et en 1951 face à Lyon sur le score de 22 à 10 avec 2 transformations de Puig-Aubert. Le club remporte aussi un deuxième championnat en 1950 face à Marseille : la finale est gagnée par 21 points à 7 dont trois transformations de Puig-Aubert. Le 1er janvier 1948, il fait partie de la sélection des Catalans de France qui affronte la Nouvelle-Zélande. Les Kiwis remportent la rencontre 10 à 7. En 1949, Puig-Aubert remporte pour la première fois la coupe d'Europe avec l'équipe de France, en comptabilisant trois victoires et une défaite face à l'Angleterre et au pays de Galles.

### Tournée en Australie et en Nouvelle-Zélande

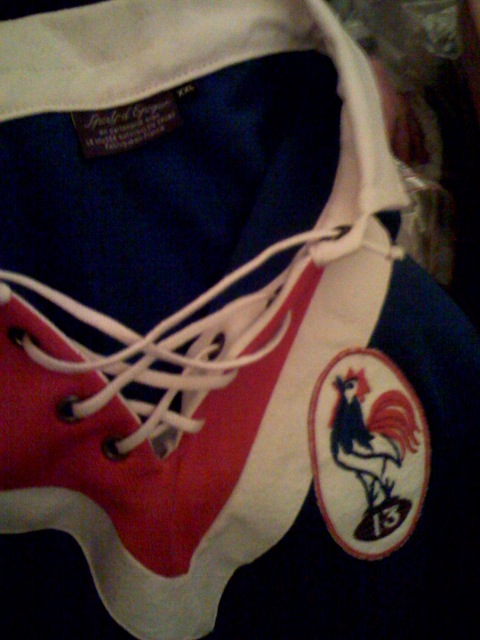
Maillot de l'équipe de France de rugby à XIII en 1951.

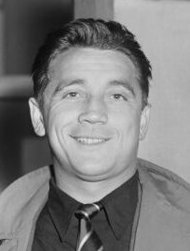
Puig-Aubert en 1951 au cours de la tournée.

En 1951, sur l'initiative du président de la fédération française, Paul Barrière, l'équipe de France, auréolée du titre de championne d'Europe acquis en avril, part en tournée pour quatre mois en Australie et en Nouvelle-Zélande. Il s'agit alors de la première équipe de rugby représentant la France à se déplacer dans l'hémisphère sud dans une nation du Commonwealth. Puig-Aubert fait partie du groupe de 27 joueurs sélectionnés pour cette tournée. Avant d'affronter la sélection de Sydney au Sydney Cricket Ground, l'équipe de France sort victorieuse de trois matchs face à des sélections régionales de Nouvelle-Galles du Sud : Monaro, Newcastle et Province Ouest. Le 2 juin, la France arrache un match nul 19 partout face à Sydney, pourtant menée 19 à 17, Puig-Aubert réussit une ultime pénalité du milieu du terrain, après que la cloche a sonné,. Le lendemain, la presse australienne encense la performance et le style de jeu de l'équipe de France qui leur vaut le surnom de Flying Frenchmen et Puig-Aubert est considéré comme un joueur exceptionnel. Après une première défaite face à Riverina, le premier des trois test matchs contre l'Australie de Clive Churchill a lieu le 10 juin devant 60 000 spectateurs réunis au Sydney Cricket Ground. La France l'emporte sur le score de 26 à 15 dont 14 points de Puig-Aubert.
Après la Nouvelle-Galles du Sud, l'équipe de France pose ses bagages dans l'État voisin du Queensland. Le 15 juin, elle affronte la sélection du Queensland à Brisbane. Mené 20 à 0 à la pause, le XIII français arrache de nouveau un nul 22 à 22. Le 29 juin au Gabba Park de Brisbane, se déroule le second test entre la France et l'Australie mais cette fois-ci, les Kangourous ont le dernier mot et gagnent ce match houleux 23 à 11. Puig-Aubert marque 8 points au cours de ce second test-match. Le 4 juillet, encore à Brisbane mais cette fois contre la sélection de la capitale du Queensland, la France est menée 16 à 15 alors que la cloche retentit, les joueurs de Brisbane s'empressent de dégager le ballon en touche, mais celui-ci est récupéré par Puig-Aubert, déjà auteur dans ce match d'un essai et de trois buts. Alors qu'il est à 52 mètres des poteaux adverses et à 14 mètres du bord de la touche, Puig-Aubert réussit un drop-goal et permet à la France de gagner 17 à 16,,. Après une défaite face à Toowoomba, la France quitte le Queensland pour revenir en Nouvelle-Galles du Sud où elle remporte un match contre la Côte Nord au cours duquel Puig-Aubert réussit à marquer un essai, trois transformations et deux pénalités. À la fin de cette partie, Puig-Aubert bat le record des points marqués au cours d'une tournée internationale. Le record précédent appartient au gallois Jim Sullivan, avec 133 points, Puig-Aubert en totalise alors 135. Le lendemain, il reçoit un télégramme de félicitation de l'arrière gallois.

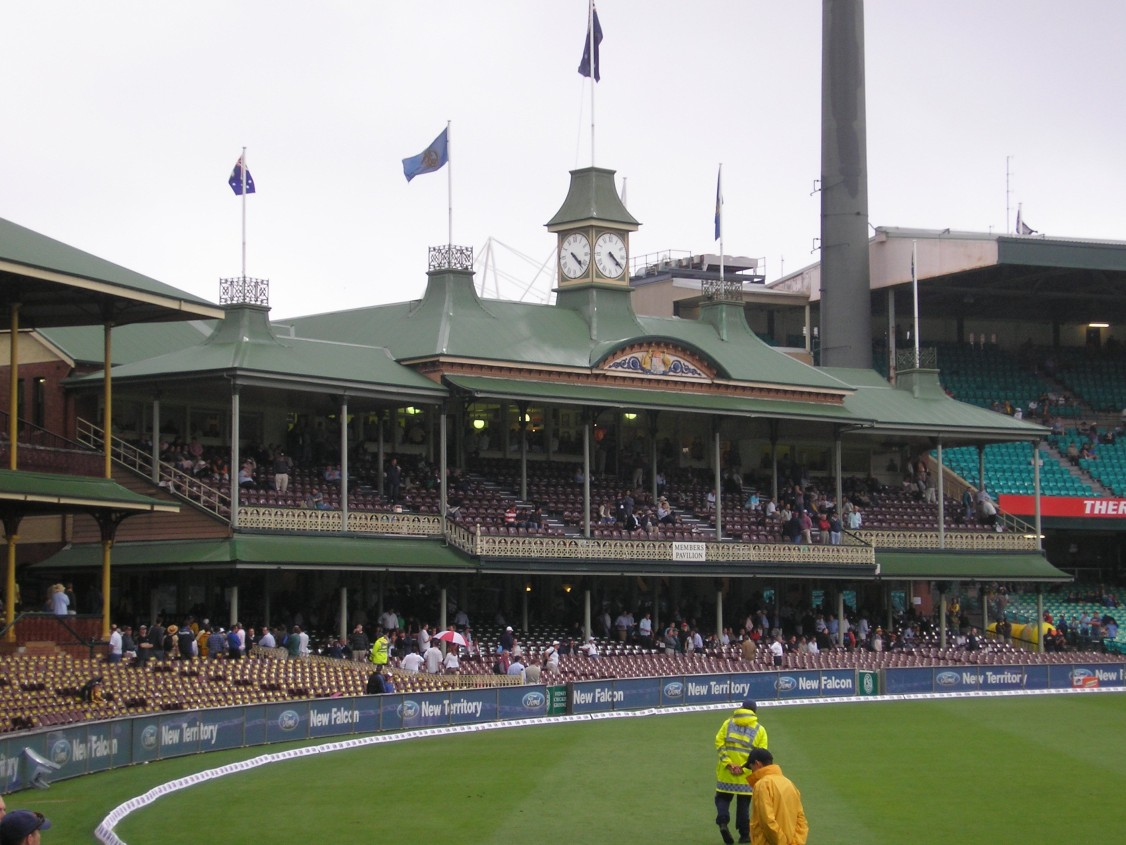
Le Sydney Cricket Ground.

Après le match contre Sydney et le premier test disputé contre les Australiens, les Bleus retrouvent le Sydney Cricket Ground pour y défier la Nouvelle-Galles du Sud. Grâce à six pénalités et un drop réussis par Puig-Aubert, la France mène 14 à 12 à cinq minutes de la fin mais les Australiens égalisent dans les dernières secondes par l'intermédiaire d'une pénalité de Pidding. Le troisième test décisif entre la France et l'Australie, qui décide du vainqueur de la série et du récipiendaire du Courtney Goodwill Trophy a lieu le 21 juillet 1951, devant 80 000 spectateurs. Cette fin de tournée a laissé des traces sur les organismes des joueurs et nombre d'entre eux sont blessés, notamment Jean Dop, le demi de mêlée tricolore. Néanmoins, les Français s'imposent largement face aux Australiens par 35 points à 14, dont 14 points de Puig-Aubert et l'équipe de France devient officieusement championne du monde en remportant le Goodwill Trophy. Jusqu'à ce jour, l'Australie n'avait jamais encaissé 35 points. Puig-Aubert, avec 18 coups de pied réussis dans une série de tests, pulvérise l'ancien record de l'Australien Dally Messenger de 11 buts réussis en 1910 face à la Grande-Bretagne, et il totalise 161 points marqués sur toute la tournée en Australie. Après ce troisième test, Puig-Aubert acquiert une grande popularité en Australie : la presse le désigne comme le plus grand arrière de ces 25 dernières années et affirme qu'il a totalement surclassé son homologue Clive Churchill.
Le 25 juillet, les Français débarquent en Nouvelle-Zélande pour jouer sept matchs dont un contre l'équipe nationale, les Kiwis. Les Bleus remportent six matchs mais échouent face à la Nouvelle-Zélande à Auckland sur le score de 16 à 15 dont 6 points de Puig-Aubert. Mais la tournée n'est pas terminée pour autant puisque l'Australie désire jouer une quatrième rencontre face à la France. Ce quatrième test hors programme, a lieu le 18 août à Melbourne et pour la troisième fois, la France défait l'Australie 34 à 17 dont 19 points de Puig-Aubert. Dans le même temps, face aux performances de l'arrière français, le club de St George lui offre 8 millions d'anciens francs pour rester trois ans en Australie, ainsi qu'une mensualité de 100 000 francs, un pavillon et le voyage aller-retour pour sa femme et sa petite fille mais Puig-Aubert refuse. Pour son ultime partie de leur périple australien à Perth, la France bat largement l'Australie-Occidentale, 70 à 23, dont 20 points de Puig-Aubert. À cette occasion, il bat le record du nombre total de points lors d'une tournée avec 231 points inscrits sur l'ensemble de la tournée en Australasie. Le bilan de cette tournée pour la France est de 20 victoires, 3 nuls et 4 défaites. Puig-Aubert ne manque que deux matchs : le premier, parce qu'il ne respecte pas l'heure d'extinction des feux et se trouve puni à titre d'exemple, et, le second, à cause d'une rage de dent nécessitant l'extraction d'une de ses molaires à Auckland. Le retour en France, se fait en bateau et dure un mois avant d'atteindre Marseille où les joueurs français partis dans l'anonymat sont accueillis par des dizaines de milliers de personnes venues les célébrer sur le Vieux-Port et la Canebière,.

### Titre de vice-champion du monde
L'année 1951 est celle de la consécration pour Puig-Aubert : avec 434 points marqués lors de cette saison il est désigné par le journal sportif L'Équipe comme le sportif français de l'année devant le cycliste Louison Bobet et l'athlète Georges Damitio. L'arrière catalan reprend les quinze kilos perdus en Australie et continue à briller en club et en équipe de France. Les Bleus prennent leur revanche face aux Néo-Zélandais en les battant par deux fois : une première victoire 8 à 3 le 23 décembre à Paris puis une seconde le 30 décembre à Bordeaux sur le score de 17 à 7. En 1952, il remporte avec l'AS Carcassonne son second doublé coupe-championnat. La même année, il remporte avec l'équipe de France, sa seconde coupe d'Europe des nations, grâce à une victoire sur le pays de Galles à Bordeaux. Après un petit détour au Celtic de Paris, Puig-Aubert retourne dans sa région d'origine et signe en faveur du XIII catalan en 1953.
En 1954, la première édition de la coupe du monde a lieu en France et Puig-Aubert est désigné capitaine du XIII tricolore. La première rencontre de la compétition se déroule le 30 octobre 1954 au stade du Parc des Princes de Paris et oppose la France à la Nouvelle-Zélande. Malgré un premier essai des Kiwis marqué dès la quatrième minute de jeu par l'ailier Jim Edwards, la France s'impose finalement sur le score de 22 à 13 dont cinq buts de Puig-Aubert. Le 7 novembre au Stadium de Toulouse, les Bleus affrontent les Lions britanniques. Devant 37 471 spectateurs payants, ce qui constitue un record d'affluence pour un match de rugby à XIII sur le sol français, les deux formations se quittent sur un match nul 13 partout au cours duquel le natif d'Andernach marque deux buts. Pour son dernier match de poule où les deux meilleures équipes sont qualifiées pour la finale, la France affronte l'Australie à Nantes. Grâce à trois essais de Raymond Contrastin, Jacques Merquey et Vincent Cantoni, ainsi qu'à trois buts de Puig-Aubert, la France se qualifie pour la finale où elle est confrontée à la Grande-Bretagne. Le samedi 13 novembre au Parc de Princes devant 30 368 spectateurs, l'équipe de France s'incline face à son homologue britannique sur le score de 16 à 12 malgré trois buts du joueur catalan. Avec 26 points marqués, il est le second meilleur réalisateur de la compétition, derrière le Britannique Jimmy Ledgard, auteur de 29 points.

### Fin de carrière
En 1955, à cause d'une blessure au bras gauche en demi-finale de la coupe de France, le joueur catalan ne peut pas participer à la seconde tournée de l'équipe de France en Australie et en Nouvelle-Zélande. Le 10 mai 1956, à Lyon, face à l'Angleterre, il dispute son dernier match international et de ce fait ne dispute pas la coupe du monde de 1957 se déroulant en Australie. En 1957, Puig-Aubert remporte le championnat avec le XIII catalan. En 1958, malgré un poids approchant les 90 kg, Pipette signe son dernier grand match en Coupe Martini face à Marseille XIII où il inscrit treize points dont un essai. En 1959, le petit et bedonnant arrière quitte le rugby de haut-niveau pour jouer à Castelnaudary. Le 1er janvier 1959, il dispute à Perpignan son jubilé au milieu de plusieurs vedettes du rugby à XIII et sa carrière de rugbyman s'achève définitivement en 1960. Après sa carrière de joueur, le jeune retraité travaille dans la représentation commerciale pour la société Paul Ricard tout en menant une carrière d'entraîneur. Il prend ainsi en charge l'équipe junior de Carcassonne dès 1961 puis devient sélectionneur de l'équipe de France de rugby à XIII en 1969. En 1976, Puig-Aubert se présente au comité directeur de la fédération française de rugby à XIII mais n'est pas élu. Il revient par deux fois en Australie où, depuis son passage triomphal de 1951, sa photo grandeur nature orne pendant trente ans le grand mur placé entre les deux escaliers d'honneur du Hall of fame du stade du Sydney Cricket Ground. La première fois, en 1976, il s'y rend en tant que sélectionneur de l'équipe de France. La seconde, en 1982, l'ancien arrière français anime des soirées-débats devant une moyenne de 500 personnes et donne des cours d'une heure par jour monnayant 200 dollars australiens par semaine. Des enseignants australiens lui racontent que certaines dictées de collégiens reprennent les passages d'articles de ses exploits rédigés en 1951. Puig-Aubert meurt le 3 juin 1994, à 69 ans, des suites d'un cancer lié à son tabagisme. Il sera inhumé à  Arles-sur-Tech où il vécu.

## La Légende Pipette

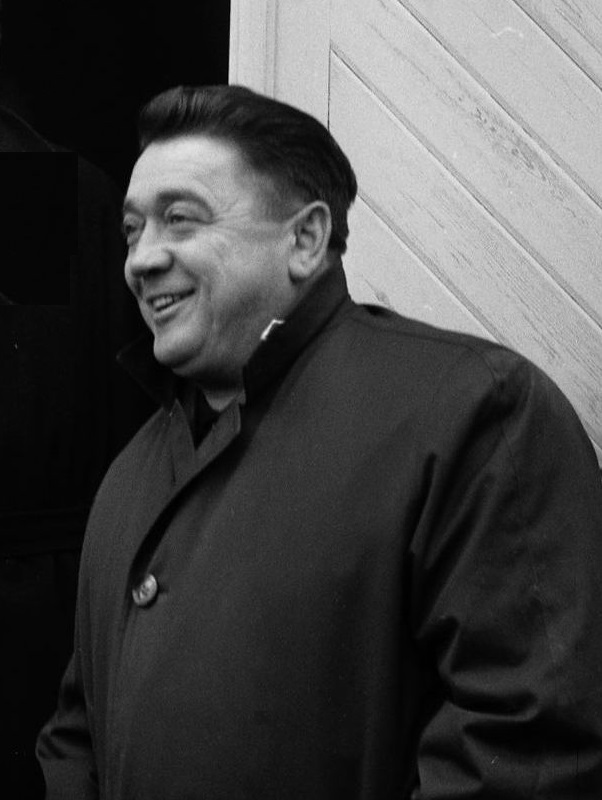
Puig-Aubert en janvier 1967.

Ayant une forte addiction au tabac, Puig-Aubert est surnommé Pipette car il roule de minuscules mégots baptisés pipettes. Outre ses performances sportives, sa notoriété et son personnage se sont façonnés aussi autour de son hygiène de vie, pour donner une véritable image d'Épinal. En effet, il refuse toute discipline alimentaire, tout entraînement sérieux et fume beaucoup. Son poids passe aux alentours de 60 kg en début de carrière à près de 90 kg en 1958. Il refuse sans doute de signer pour un club australien car il savait que tous ces plaisirs de la vie allaient lui être strictement interdits. Lors de la tournée de 1951, les journalistes australiens ont été surpris par ses excès, le Sydney Morning Herald titre : « La merveille des merveilles était précisément l'arrière Puig-Aubert. Or il fume comme un feu de brousse, boit de tout, et a horreur de l'entraînement. »
« Tout est original chez ce garçon tout rond, auquel un examinateur ignorant de son passé et de ses réelles possibilités ne délivrerait pas le permis d'accès aux vestiaires. Il est vrai qu'à peine la trentaine, il promène à la ville et dans les stades une brioche de quinquagénaire débonnaire. L'amusant est que cette silhouette, que l'on dirait échappée d'un carton de Carrizey, plaît au public. Mais oui ! Malheur au critique qui oserait traiter au sérieux et dénoncer le tour de taille de Puig. Le ventre - ou l'estomac - de ce joueur hilare, c'est son chapeau de prestidigitateur. »
— Fernand Albaret, Pratviel 2004, p. 17
Puig-Aubert est connu aussi pour être un buteur d'une grande précision, qualité qu'il travaille durement en tentant de 150 à 200 coups de pied à chaque entraînement spécifique. Au cours des séances d'entraînement, il s'amuse souvent à tirer du point de corner avec un taux de réussite important. Pierre Albaladejo, international français de rugby à XV et grand botteur, affirme que du point de corner, Puig-Aubert peut expédier trois ballons sur cinq entre les poteaux, alors que les autres buteurs en réussissent un sur six ou sept.
Sa qualité de buteur va de pair avec son souci du détail. Il donne beaucoup d'importance à la position du ballon lors de son coup de pied. Il positionne le ballon droit pour un tir facile afin que celui-ci monte vite. En revanche, pour les tirs lointains, il pose la pointe du ballon vers le buteur afin d'obtenir une ascension douce et progressive. Sa prise d'élan est elle aussi bien calculée : deux pas pour le tir de près, quatre pour les lointains et trois lorsqu'il prend une prise de risque. Il préfère jouer avec un ballon un peu rond et bien gonflé. Il accorde aussi une attention particulière à ses chaussures et à son confort. Il porte des chaussures dures, carrées au bout et légèrement enfoncées à la pointe, qu'il commande auprès d'un cordonnier de Carcassonne au rythme de deux paires par an. À la fin de sa carrière dans une interview donnée à un journaliste, il déclare : « Je suis de toute façon persuadé que l'efficacité du buteur s'obtient essentiellement grâce à la détente, bien plus qu'avec la puissance. Moi, j'étais tout aussi performant avec 68 kg sur la bascule qu'avec 80 ou 85 kg. J'ai longtemps pratiqué l'athlétisme et ma détente y fut un atout de premier ordre ».
Doué avec ses pieds, il l’est aussi avec ses mains et dans le jeu. Doté d’une morphologie particulière, l’arrière français peut effacer par ses crochets ou accélérations, les défenseurs qui se présentent sur une moitié de terrain. Son adresse acquise dès le plus jeune âge quand il s’amusait à rattraper au vol les boites de conserve du magasin d’alimentation maternel, lui permet de réceptionner les balles hautes qui tentent de le lober. Dans le jeu de passe, Pipette est capable d’adresser précisément une longue passe à un joueur lancé en pleine course. À ce jeu complet, Puig-Aubert ajoute une touche de panache, de provocation et de facilité qui font de lui une coqueluche du public.
De nombreuses expressions dans le Midi de la France font référence à Pipette :
- « Vas-y Pipette ! », expression équivalente pour le rugby de « vas-y Bobet » ou « vas-y Poulidor » et qui s'adresse au buteur anonyme ;
- « Hé, maladroit, achète les gants de Pipette ! », expression qui vise une personne gauche ;
- « Hé, Pipette, vise le bouchon ! », aux joueurs de pétanque qui tirent une boule ;
- « Tu es le Pipette de la finance ! », à celui qui refuse une transaction juteuse par prudence ;
- « Tu as le panache de Pipette ! », à ceux qui sont capables d'un acte fort.

## Postérité
En 1988, il devient le premier joueur de rugby à XIII à être fait chevalier de la Légion d'honneur et est introduit au temple de la renommée du rugby à XIII. Deux stades portent son nom, celui de Pennautier depuis mai 1993 et celui d'Arles-sur-Tech depuis avril 1998. Le complexe sportif de Carcassonne où se trouve le stade Albert-Domec porte également son nom. En 2000, à l'occasion de son intronisation dans les gloires du sport français, une stèle avec son nom est apposée au stade Pierre-de-Coubertin à Paris. La même année, aux abords du stade Albert-Domec de Carcassonne, une statue en bronze de 300 kg pour 170 centimètres de haut est inaugurée en son honneur. Cet hommage est à l'instigation de l'amicale des anciens de l'AS Carcassonne, qui rassemblent 28 000 euros de dons pour sa réalisation,. Sur la plaque fixée en dessous de la statue, est inscrit :
Champion du monde 1951-1952.

En 2004, Bernard Pratviel, journaliste à La Dépêche du Midi lui consacre le livre Immortel Pipette. Puig-Aubert donne son nom à la promotion 2005-2008 du Lycée François-Arago de Perpignan où il fut élève. Enfin, le 24 janvier 2010, pour la célébration des 70 ans de l'AS Carcassonne XIII, il est nommé par les supporters dans l'équipe de légende du club.
Il est évoqué dans le 198e des 480 souvenirs cités par Georges Perec, dans son texte Je me souviens.

## Palmarès

### En club

#### Rugby à XV
- vainqueur du championnat de France en 1944 avec l'USA Perpignan.

#### Rugby à XIII
- championnat de France :
  - 5 fois vainqueur en 1945, 1946, 1950, et 1952 avec l'AS Carcassonne XIII et en 1957 avec le XIII catalan.
  - 3 fois finaliste en 1947, 1948 et 1949 avec l'AS Carcassonne XIII.
- coupe de France :
  - 4 fois vainqueur en 1946, 1947, 1951 et 1952 avec l'AS Carcassonne XIII.
  - 5 fois finaliste en 1945, 1948, 1949 avec l'AS Carcassonne XIII et en 1954 et 1957 avec le XIII catalan.

### En sélection régionale
- vainqueur de la Coupe Nationale de rugby à XV en 1944[74], avec la sélection Côte basque-Béarn (au poste d'arrière, pour la dernière édition de l'épreuve)

### En équipe nationale
Puig-Aubert participe à une coupe du monde à XIII, celle de 1954 qui a lieu en France, où il atteint la finale en tant que capitaine. Il remporte également trois coupe d'Europe des nations en 1949, 1951 et 1952. Lors de la tournée dans l'hémisphère sud, il s'octroie le Goodwill Trophy et la coupe Tattersall en gagnant la série de trois test-matchs face aux Australiens.

#### Coupe du monde
| Édition     | Rang                   | Résultats France | Résultats Puig-Aubert | Matchs Puig-Aubert |
| ----------- | ---------------------- | ---------------- | --------------------- | ------------------ |
| France 1954 | Vice-champion du monde | 2 v 1 n 1 d      | 2 v 1 n 1 d           | 4/4                |

Légende : v = victoire ; n = match nul ; d = défaite.
|                                | Date             | Lieu                            | Adversaire       | Résultat | Compétition    | Poste   | Points | Essais | Pen. | Drops |
| ------------------------------ | ---------------- | ------------------------------- | ---------------- | -------- | -------------- | ------- | ------ | ------ | ---- | ----- |
| sous les couleurs de la France |                  |                                 |                  |          |                |         |        |        |      |       |
| .                              | 30 octobre 1954  | Parc des Princes, Paris, France | Nouvelle-Zélande | 22-13    | Coupe du monde | Arrière | 10     | -      | 5    | -     |
| .                              | 7 novembre 1954  | Toulouse, France                | Grande-Bretagne  | 13-13    | Coupe du monde | Arrière | 4      | -      | 2    | -     |
| .                              | 11 novembre 1954 | Nantes, France                  | Australie        | 15-5     | Coupe du monde | Arrière | 6      | -      | 3    | -     |
| .                              | 13 novembre 1954 | Parc des Princes, Paris, France | Grande-Bretagne  | 12-16    | Coupe du monde | Arrière | 6      | -      | 3    | -     |

#### Coupe d'Europe des nations
| Édition   | Rang | Résultats France | Résultats Puig-Aubert | Matchs Puig-Aubert |
| --------- | ---- | ---------------- | --------------------- | ------------------ |
| 1945-1946 | 2    | 1 v 0 n 1 d      | 1 v 0 n 1 d           | 2/2                |
| 1946-1947 | 3    | 1 v 0 n 3 d      | 1 v 0 n 3 d           | 4/4                |
| 1947-1948 | 2    | 2 v n 2 d        | 1 v 0 n 1 d           | 2/4                |
| 1948-1949 | 1    | 3 v 0 n 1 d      | 3 v 0 n 0 d           | 3/4                |
| 1947-1948 | 2    | 2 v n 2 d        | 1 v 0 n 1 d           | 2/4                |
| 1948-1949 | 1    | 3 v 0 n 1 d      | 3 v 0 n 0 d           | 3/4                |
| 1949-1950 | 4    | 1 v 0 n 2 d      | 1 v 0 n 2 d           | 3/3                |
| 1950-1951 | 1    | 2 v n 1 d        | 2 v 0 n 1 d           | 3/3                |
| 1951-1952 | 1    | 2 v n 1 d        | 2 v 0 n 1 d           | 3/3                |
| 1952-1953 | 4    | 0 v 0 n 3 d      | 0 v 0 n 3 d           | 3/3                |
| 1953-1954 | 3    | 1 v 0 n 2 d      | 0 v 0 n 2 d           | 2/3                |
| 1955-1956 | 2    | 1 v 0 n 1 d      | 1 v 0 n 0 d           | 1/2                |

Légende : v = victoire ; n = match nul ; d = défaite.

#### Tournée en Australie et Nouvelle-Zélande
| Édition | Adversaire       | Résultats France | Résultats Puig-Aubert | Matchs Puig-Aubert |
| ------- | ---------------- | ---------------- | --------------------- | ------------------ |
| 1951    | Australie        | 2 v 0 n 1 d      | 2 v n 1 d             | 3/3                |
| 1951    | Nouvelle-Zélande | 0 v 0 n 1 d      | 0 v 0 n 1 d           | 1/1                |

Légende : v = victoire ; n = match nul ; d = défaite.

## Statistiques
Puig-Aubert est sélectionné 46 fois en équipe de France, ce qui le place en seconde position des joueurs les plus capés derrière Gilbert Benausse et ses 49 sélections, à égalité avec Claude Mantoulan. Il est le meilleur réalisateur de l'histoire du XIII de France avec 361 points inscrits.